# London-Marathon 2023
| 43. London-Marathon    | 43. London-Marathon            |
| ---------------------- | ------------------------------ |
| Stadt                  | London, Vereinigtes Königreich |
| Datum                  | 23. April 2023                 |
| Distanz                | 42,195 Kilometer               |
| Sieger                 |                                |
| Männer                 | Kelvin Kiptum (2:01:25 h)      |
| Frauen                 | Sifan Hassan (2:18:33 h)       |
| ← London-Marathon 2022 | London-Marathon 2024 →         |
| Website                | Offizielle Website             |

Der London-Marathon 2023 (offiziell: TCS London Marathon 2023) war die 43. Ausgabe der jährlich stattfindenden Laufveranstaltung in London, Vereinigtes Königreich. Der Marathon fand am 23. April 2023 statt.
Es war der dritte Lauf der World Marathon Majors 2023 und hatte das Etikett Platinum Label der World Athletics Label Road Races 2023.

## Ergebnisse

### Männer
| Platz | Athlet            | Nation                 | Zeit (h) |
| ----- | ----------------- | ---------------------- | -------- |
| 01    | Kelvin Kiptum     | Kenia                  | 2:01:25  |
| 02    | Geoffrey Kamworor | Kenia                  | 2:04:23  |
| 03    | Tamirat Tola      | Äthiopien              | 2:04:59  |
| 04    | Leul Gebresilase  | Äthiopien              | 2:05:45  |
| 05    | Seifu Tura        | Äthiopien              | 2:06:38  |
| 06    | Emile Cairess     | Vereinigtes Königreich | 2:08:07  |
| 07    | Brett Robinson    | Australien             | 2:10:19  |
| 08    | Philip Sesemann   | Vereinigtes Königreich | 2:10:23  |
| 09    | Mo Farah          | Vereinigtes Königreich | 2:10:28  |
| 10    | Chris Thompson    | Vereinigtes Königreich | 2:11:50  |

### Frauen
| Platz | Athletin            | Nation             | Zeit (h) |
| ----- | ------------------- | ------------------ | -------- |
| 01    | Sifan Hassan        | Niederlande        | 2:18:33  |
| 02    | Alemu Megertu       | Äthiopien          | 2:18:37  |
| 03    | Peres Jepchirchir   | Kenia              | 2:18:38  |
| 04    | Sheila Chepkirui    | Kenia              | 2:18:51  |
| 05    | Yalemzerf Yehualaw  | Äthiopien          | 2:18:53  |
| 06    | Judith Jeptum Korir | Kenia              | 2:20:41  |
| 07    | Almaz Ayana         | Äthiopien          | 2:20:44  |
| 08    | Tadu Teshome        | Äthiopien          | 02:21:31 |
| 09    | Sofiia Yaremchuk    | Italien            | 2:24:02  |
| 10    | Susanna Sullivan    | Vereinigte Staaten | 2:24:27  |